# Женская волейбольная Евролига 2024
15-й розыгрыш женской волейбольной Евролиги — международного турнира по волейболу среди женских национальных сборных стран-членов ЕКВ — проходил с 16 мая по 16 июня 2024 года с участием 21 команды (12 — в Золотой лиге, 9 — в Серебряной лиге). Победителем Золотой лиги впервые в своей истории стала сборная Швеции. В Серебряной лиге первенствовала сборная Португалии.

## Команды-участницы
| Золотая лига                                                                                        | Серебряная лига                                                                                                   |
| --------------------------------------------------------------------------------------------------- | --- |
| Азербайджан Австрия Бельгия Испания Румыния Словакия Словения Украина Хорватия Чехия Швеция Эстония | Венгрия Грузия Исландия Латвия Люксембург Португалия Фарерские острова Финляндия Черногория Босния и Герцеговина* |

* — Босния и Герцеговина отказалась от участия. Во всех запланированных с её участием матчах ей присуждены поражения 0:3 (0:25, 0:25, 0:25).

## Система розыгрыша
Соревнования проводились в двух дивизионах — Золотой и Серебряной лигах. На предварительном этапе 12 команд Золотой лиги играли по туровой системе. В каждом туре (всего их было 3) команды делились на тройки и проводили в них однокруговые турниры. Все результаты шли в общий зачёт. Каждая из команд на предварительном этапе провела по 6 матчей. В финальный этап, проводившийся в формате «финала четырёх» (два полуфинала и два финала — за 3-е и 1-е места), вышли хозяин (Чехия) и ещё три команды по итогам предварительной стадии.
По подобной системе играли и 9 команд Серебряной лиги, за исключением финального этапа, состоявшего из двухматчевой серии с участием двух команд.   
Первичным критерием при распределении мест на предварительном этапе являлось общее количество побед. При равенстве этого показателя в расчёт брались соотношение партий, мячей, результаты личных встреч. За победы со счётом 3:0 и 3:1 команды получали по 3 очка, за победы 3:2 — по 2 очка, за поражения 2:3 — по 1 очку, за поражения 0:3 и 1:3 очки не начислялись. Победителем финала Серебряной лиги выходит команда, одержавшая две победы. В случае равенства побед победителем становится команда, набравшая большее количество очков, система начисления которых аналогична применяемой на предварительной стадии. Если и этот показатель является равным, то регламентом был предусмотрен «золотой» сет до 15 набранных очков одной из команд (при этом разница в очках должна быть не менее двух).

## Золотая лига

### Предварительный этап

#### Календарь
1-й тур. 17—19 мая 2024
| Группа 1 Раквере         | Группа 2 Осиек                | Группа 3 Лунд          | Группа 4 Теплице      |
| ------------------------ | ----------------------------- | ---------------------- | --------------------- |
| Эстония Украина Словения | Хорватия Словакия Азербайджан | Швеция Бельгия Испания | Чехия Румыния Австрия |

2-й тур. 24—26 мая 2024
| Группа 5 Швехат          | Группа 6 Блаж              | Группа 7 Марибор       | Группа 8 Беверен         |
| ------------------------ | -------------------------- | ---------------------- | ------------------------ |
| Австрия Украина Словакия | Румыния Швеция Азербайджан | Словения Чехия Испания | Бельгия Хорватия Эстония |

3-й тур. 31 мая—2 июня 2024
| Группа 9 Баку               | Группа 10 Хихон          | Группа 11 Братислава     | Группа 12 Тарнув*     |
| --------------------------- | ------------------------ | ------------------------ | --------------------- |
| Азербайджан Австрия Эстония | Испания Румыния Хорватия | Словакия Словения Швеция | Украина Бельгия Чехия |

* — из-за войны турнир, организованный Украиной, проводился на нейтральной территории.

#### Турнирная таблица
| М  | Команда     | И | В | П | С/П   | С/М     | О  |
| -- | ----------- | - | - | - | ----- | ------- | -- |
| 1  | Бельгия     | 6 | 6 | 0 | 18:4  | 542:418 | 18 |
| 2  | Чехия*      | 6 | 5 | 1 | 16:5  | 504:425 | 15 |
| 3  | Румыния     | 6 | 4 | 2 | 14:6  | 467:408 | 12 |
| 4  | Швеция      | 6 | 4 | 2 | 12:8  | 452:433 | 11 |
| 5  | Украина     | 6 | 4 | 2 | 13:9  | 505:444 | 11 |
| 6  | Испания     | 6 | 3 | 3 | 12:12 | 509:515 | 9  |
| 7  | Словакия    | 6 | 3 | 3 | 9:11  | 443:457 | 9  |
| 8  | Азербайджан | 6 | 2 | 4 | 9:12  | 428:465 | 7  |
| 9  | Хорватия    | 6 | 2 | 4 | 9:13  | 469:494 | 7  |
| 10 | Словения    | 6 | 1 | 5 | 6:15  | 433:491 | 4  |
| 11 | Эстония     | 6 | 1 | 5 | 4:16  | 371:489 | 3  |
| 12 | Австрия     | 6 | 1 | 5 | 6:15  | 447:531 | 2  |

* — организатор финального этапа.

#### 1-й тур
17—19 мая 2024

##### Группа 1
Раквере
17 мая. Словения — Эстония 3:0 (25:23, 25:18, 25:18).
18 мая. Украина — Словения 3:2 (23:25, 25:15, 20:25, 25:17, 15:11).
19 мая. Украина — Эстония 3:0 (25:11, 25:14, 25:13).

##### Группа 2
Осиек
17 мая. Азербайджан — Хорватия 3:0 (25:19, 25:19, 25:22).
18 мая. Словакия — Азербайджан 3:1 (21:25, 25:20, 25:16, 25:19).
19 мая. Хорватия — Словакия 3:0 (25:21, 25:17, 25:21).

##### Группа 3
Лунд
17 мая. Швеция — Испания 3:2 (26:28, 25:22, 22:25, 25:18, 15:12).
18 мая. Бельгия — Испания 3:1 (28:30, 25:16, 25:18, 25:16).
19 мая. Бельгия — Швеция 3:0 (25:17, 25:19, 25:14).

##### Группа 4
Теплице
17 мая. Чехия — Австрия 3:0 (25:10, 25:9, 25:19).
18 мая. Румыния — Австрия 3:0 (25:13, 25:20, 25:19).
19 мая. Чехия — Румыния 3:1 (25:18, 22:25, 25:23, 25:23).

#### 2-й тур
24—26 мая 2024

##### Группа 5
Швехат
24 мая. Словакия — Австрия 3:1 (22:25, 25:15, 25:19, 25:23).
25 мая. Украина — Словакия 3:0 (25:20, 25:21, 25:11).
26 мая. Украина — Австрия 3:1 (25:22, 20:25, 25:14, 26:24).

##### Группа 6
Блаж
24 мая. Румыния — Азербайджан 3:0 (25:19, 25:15, 25:10).
25 мая. Швеция — Азербайджан 3:0 (25:19, 25:19, 25:19).
26 мая. Румыния — Швеция 3:0 (25:23, 25:23, 25:18).

##### Группа 7
Марибор
24 мая. Испания — Словения 3:0 (25:16, 25:22, 25:13).
25 мая. Чехия — Испания 3:0 (25:19, 25:19, 25:17).
26 мая. Чехия — Словения 3:1 (25:16, 20:25, 25:21, 25:21).

##### Группа 8
Беверен
24 мая. Бельгия — Эстония 3:0 (25:9, 25:19, 25:10).
25 мая. Хорватия — Эстония 3:1 (25:23, 25:27, 25:14, 30:28).
26 мая. Бельгия — Хорватия 3:1 (25:19, 25:14, 14:25, 25:15).

#### 3-й тур
31 мая—2 июня 2024

##### Группа 9
Баку
31 мая. Азербайджан — Эстония 3:0 (25:21, 25:12, 25:20).
1 июня. Эстония — Австрия 3:1 (16:25, 25:23, 25:21, 25:15).
2 июня. Австрия — Азербайджан 3:2 (22:25, 19:25, 25:23, 25:16, 15:8).

##### Группа 10
Хихон
31 мая. Испания — Хорватия 3:2 (25:17, 16:25, 25:20, 23:25, 15:8).
1 июня. Румыния — Хорватия 3:0 (25:18, 25:22, 25:21).
2 июня. Испания — Румыния 3:1 (15:25, 25:19, 25:16, 25:18).

##### Группа 11
Братислава
31 мая. Швеция — Словакия 3:0 (25:19, 25:23, 25:18).
1 июня. Швеция — Словения 3:0 (25:18, 25:20, 25:23).
2 июня. Словакия — Словения 3:0 (25:21, 29:27, 25:22).

##### Группа 12
Тарнув
31 мая. Чехия - Украина 3:0 (25:20, 25:19, 25:22).
1 июня. Бельгия - Чехия 3:1 (23:25, 26:24, 25:18, 25:20).
2 июня. Бельгия - Украина 3:1 (25:21, 26:28, 25:18, 25:23).

#### Итоги
По итогам предварительного этапа в «финал четырёх» вышли 4 лучшие команды — Бельгия, Чехия, Румыния, Швеция, из которых Чехия уже имела пропуск в финальный этап в качестве хозяина решающей стадии розыгрыша. 

### Финал четырёх
15—16 июня 2024.  Острава. «Торакс Арена». 

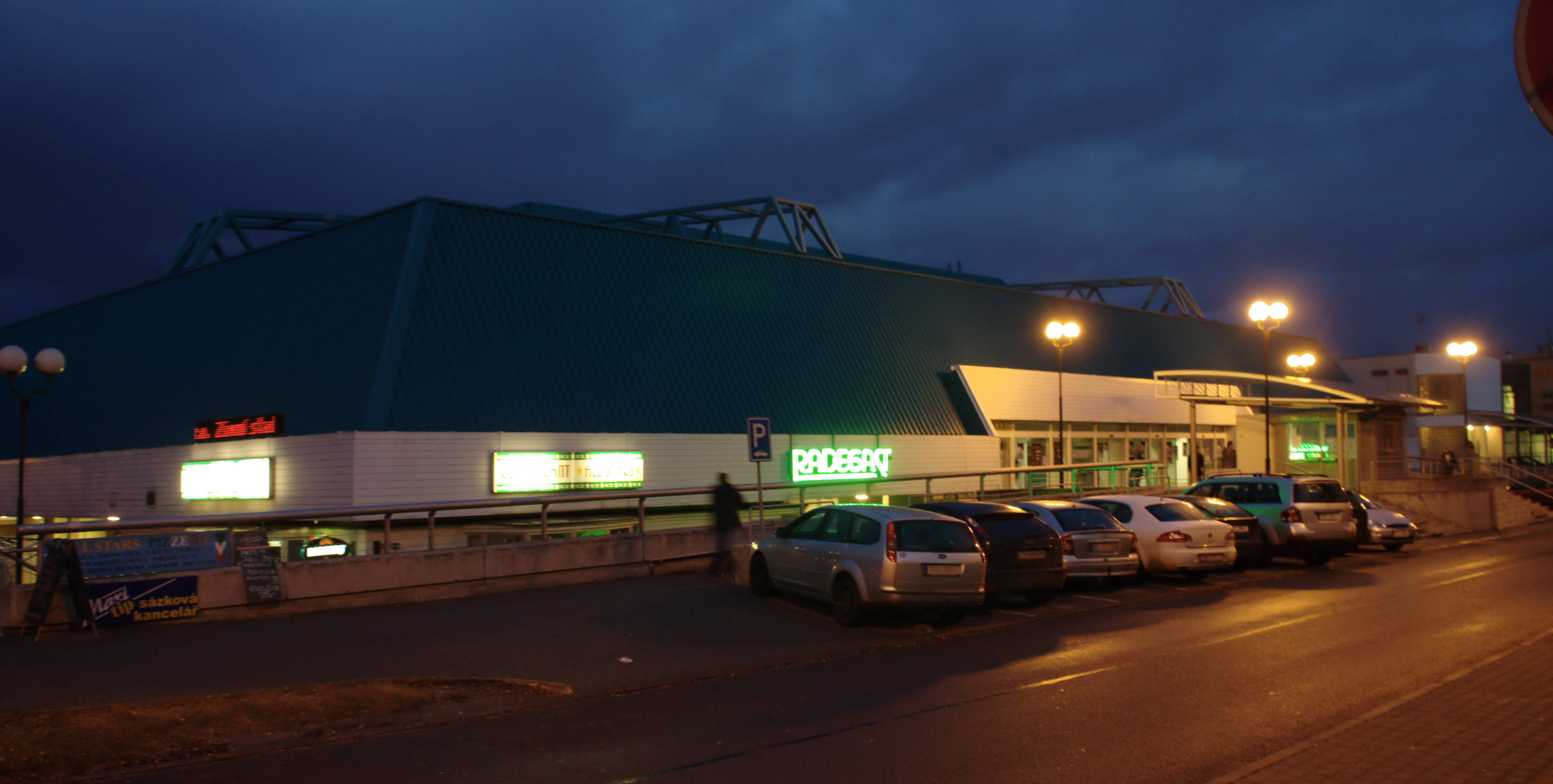
Острава (Чехия). «Торакс Арена».

Участники:
 Чехия
 Бельгия
 Румыния
 Швеция

#### Полуфинал
15 июня
 Швеция —  Бельгия
3:2 (16:25, 25:22, 25:22, 22:25, 15:12)
 Чехия —  Румыния
3:1 (19:25, 25:13, 25:18, 30:28)

#### Матч за 3-е место
16 июня
 Бельгия —  Румыния
3:0 (25:14, 25:12, 25:19)

#### Финал
| 16 июня 2024 | \| Швеция \| 3:2 cev.eu \| Чехия \| \| Юлия Нильссон (9) Вильма Юлевик (1) Анна Хок (10) Линда Андерссон (12) Изабель Хок (30) Александра Лазич (13) Эмми Андерссон (либеро) Сесилия Мальм Хильда Густафссон Филиппа Бринк \| Голы \| Катержина Валкова (1) Гелена Гавелкова (6) Эла Коулисиани (8) Габриэла Орвошова (20) Михаэла Млейнкова (22) Магдалена Йегларжова (8) Даниэла Дигринова (либеро) Вероника Досталова (либеро) Сильвия Павлова Клара Палтинова (2) Квета Грабовска Моника Бранкуска (1) \| | Острава Torax Arena 1700 зрителей |
| Счёт по партиям — 25:22, 21:25, 18:25, 25:20, 15:11. Время матча — 2 часа 29 минут. Судьи: Константин Йовчев, Кеннет Аро.                                                           | | |
| Швеция | 3:2 cev.eu | Чехия |
| Юлия Нильссон (9) Вильма Юлевик (1) Анна Хок (10) Линда Андерссон (12) Изабель Хок (30) Александра Лазич (13) Эмми Андерссон (либеро) Сесилия Мальм Хильда Густафссон Филиппа Бринк | Голы | Катержина Валкова (1) Гелена Гавелкова (6) Эла Коулисиани (8) Габриэла Орвошова (20) Михаэла Млейнкова (22) Магдалена Йегларжова (8) Даниэла Дигринова (либеро) Вероника Досталова (либеро) Сильвия Павлова Клара Палтинова (2) Квета Грабовска Моника Бранкуска (1) |

### Итоги

#### Положение команд
| Швеция         |
| Чехия          |
| Бельгия        |
| 4. Румыния     |
| 5. Украина     |
| 6. Испания     |
| 7. Словакия    |
| 8. Азербайджан |
| 9. Хорватия    |
| 10. Словения   |
| 11. Эстония    |
| 12. Австрия    |

#### Призёры
Швеция: Линда Андерссон, Сесилия Мальм, Хедда Броберг, Изабель Хок, Александра Лазич, Хильда Густафссон, Филиппа Бринк, Кирстен ван Лойзен, Вильма Юлевик, Анна Хок, Юлия Нильссон, Паулина Линдберг, Сага Нильссон, Эмми Андерссон. Тренер — Джулио Чезаре Бреголи.
  Чехия: Эма Кнейфлова, Сильвия Павлова, Гелена Гавелкова, Магдалена Буковска, Эла Коулисиани, Даниэла Дигринова, Катержина Валкова, Вероника Досталова, Магдалена Йегларжова, Михаэла Млейнкова, Клара Фалтинова, Квета Грабовска, Габриэла Орвошова, Моника Бранкуска. Тренер — Иоаннис Атанасопулос.
  Бельгия: Элизе ван Сас, Бритт Херботс, Хелена Гилсон, Нел Демейер, Полин Мартен, Шарлотте Креницки, Лин ван Гертрёйден, Кат Кос, Бритт Рампелберг, Силке ван Авермат, Бритт Франсен, Манон Страгир, Анна Коулберг, Нор Дебаук. Тренер — Крис Вансник.

#### Индивидуальные призы
Лучшим игроком (MVP) «финала четырёх» признана диагональная нападающая сборной Швеции Изабель Хок.

## Серебряная лига

### Предварительный этап

#### Календарь
1-й тур. 16—19 мая 2024
| Группа 1 Коупавогюр     | Группа 2 Тампере                | Группа 3 Подгорица                  |
| ----------------------- | ------------------------------- | ----------------------------------- |
| Исландия Венгрия Латвия | Финляндия Португалия Люксембург | Черногория Грузия Фарерские острова |

2-й тур. 24—26 мая 2024
| Группа 4 Люксембург                  | Группа 5 Рига                      | Группа 6 Санту-Тирсу           |
| ------------------------------------ | ---------------------------------- | ------------------------------ |
| Люксембург Венгрия Фарерские острова | Латвия Босния и Герцеговина Грузия | Португалия Черногория Исландия |

3-й тур. 31 мая—2 июня 2024
| Группа 7 Тбилиси           | Группа 8 Эрд             | Группа 9 Сараево*                          |
| -------------------------- | ------------------------ | ------------------------------------------ |
| Грузия Исландия Люксембург | Венгрия Финляндия Латвия | Босния и Герцеговина Португалия Черногория |

* — турнир в группе 9 был отменён.
4-й тур. 7—9 июня 2024
| Группа 10 Торсхавн                               |
| ------------------------------------------------ |
| Фарерские острова Босния и Герцеговина Финляндия |

#### Турнирная таблица
| М  | Команда               | И | В | П | С/П   | С/М     | О  |
| -- | --------------------- | - | - | - | ----- | ------- | -- |
| 1  | Финляндия             | 6 | 6 | 0 | 18:3  | 517:341 | 18 |
| 2  | Венгрия               | 6 | 5 | 1 | 16:4  | 495:365 | 15 |
| 3  | Португалияa           | 5 | 4 | 1 | 13:3  | 385:243 | 12 |
| 4  | Черногория            | 5 | 4 | 1 | 12:5  | 402:263 | 12 |
| 5  | Грузия                | 6 | 4 | 2 | 13:7  | 441:353 | 12 |
| 6  | Латвия                | 6 | 3 | 3 | 11:10 | 451:402 | 9  |
| 7  | Люксембург            | 6 | 2 | 4 | 6:14  | 368:468 | 5  |
| 8  | Фарерские острова     | 6 | 1 | 5 | 3:15  | 302:375 | 3  |
| 9  | Исландия              | 6 | 0 | 6 | 5:18  | 444:545 | 1  |
| 10 | Босния и Герцеговинаb | 6 | 0 | 6 | 0:18  | 0:450   | 0  |

а — В связи с отказом Боснии и Герцеговины количество проведённых матчей у команд оказалось разным (5-6). В связи с этим в регламент проведения турнира добавлено положение о том, что для определения вышедшей в финал пары команд из итоговых результатов претендентов исключены результаты матчей, сыгранных с худшей из числа участвующих команд — Исландией. Исходя из этих критериев в финал вышли Финляндия и Португалия.
b — Босния и Герцеговина непосредственно перед началом розыгрыша отказалась от участия. Во всех запланированных матчах ей присуждены поражения 0:3 (0:25, 0:25, 0:25).

#### 1-й тур
16—19 мая 2024

##### Группа 1
Коупавогюр
17 мая. Латвия — Исландия 3:1 (20:25, 25:18, 25:14, 25:19).
18 мая. Венгрия — Латвия 3:1 (25:21, 28:30, 25:9, 25:18).
19 мая. Венгрия — Исландия 3:0 (25:20, 25:15, 25:15).

##### Группа 2
Тампере
16 мая. Финляндия — Люксембург 3:0 (25:7, 25:19, 25:9).
17 мая. Португалия — Люксембург 3:0 (25:10, 25:13, 25:21).
18 мая. Финляндия — Португалия 3:1 (15:25, 28:26, 25:14, 25:20).

##### Группа 3
Подгорица
17 мая. Черногория — Фарерские острова 3:0 (25:13, 25:10, 25:15).
18 мая. Грузия — Фарерские острова 3:0 (25:16, 25:13, 25:19).
19 мая. Черногория — Грузия 3:1 (25:13, 23:25, 25:14, 25:16).

#### 2-й тур
24—26 мая 2024

##### Группа 4
Люксембург
24 мая. Люксембург — Фарерские острова 3:0 (25:21, 25:17, 25:17).
25 мая. Венгрия — Фарерские острова 3:0 (25:18, 25:8, 25:10).
26 мая. Венгрия — Люксембург 3:0 (25:17, 25:14, 25:19).

##### Группа 5
Рига
24 мая. Латвия — Грузия 3:0 (25:23, 25:14, 25:14).
25 мая. Грузия — Босния и Герцеговина 3:0 (технический результат).
26 мая. Латвия — Босния и Герцеговина 3:0 (технический результат).

##### Группа 6
Санту-Тирсу
24 мая. Португалия — Исландия 3:0 (25:19, 25:18, 25:12).
25 мая. Черногория — Исландия 3:1 (25:14, 27:25, 20:25, 25:18).
26 мая. Португалия — Черногория 3:0 (25:23, 25:20, 25:14).

#### 3-й тур
31 мая—2 июня 2024

##### Группа 7
Тбилиси
31 мая. Грузия — Люксембург 3:0 (26:24, 25:18, 25:15).
1 июня. Люксембург — Исландия 3:2 (21:25, 18:25, 25:23, 27:25, 16:14).
2 июня. Грузия — Исландия 3:1 (25:16, 21:25, 25:19, 25:15).

##### Группа 8
Эрд
31 мая. Венгрия — Латвия 3:0 (25:17, 25:16, 25:16).
1 июня. Финляндия — Латвия 3:1 (25:14, 25:18, 22:25, 25:22).
2 июня. Финляндия — Венгрия 3:1 (25:17, 26:24, 25:27, 26:24).

##### Группа 9
Сараево
31 мая. Черногория — Босния и Герцеговина 3:0 (технический результат).
1 июня. Португалия — Черногория. Матч не состоялся в связи с отменой турнира в группе 9.
2 июня. Португалия — Босния и Герцеговина 3:0 (технический результат).

#### 4-й тур
7—9 июня 2024

##### Группа 10
Торсхавн
7 июня. Финляндия — Фарерские острова 3:0 (25:14, 25:19, 25:17).
8 июня. Финляндия — Босния и Герцеговина 3:0 (технический результат).
9 июня. Фарерские острова — Босния и Герцеговина 3:0 (технический результат).

### Финал

#### 1-й матч
13 июня.  Санту-Тирсу.
 Португалия —  Финляндия
0:3 (17:25, 21:25, 11:25).

#### 2-й матч
13 июня.  Тампере.
 Финляндия —  Португалия
1:3 (25:21, 22:25, 23:25, 24:26). «Золотой» сет — 21:23.

### Итоги

#### Положение команд
| (13). Португалия          |
| (14). Финляндия           |
| (15). Венгрия             |
| 4 (16). Черногория        |
| 5 (17). Грузия            |
| 6 (18). Латвия            |
| 7 (19). Люксембург        |
| 8 (20). Фарерские острова |
| 9 (21). Исландия          |
| — Босния и Герцеговина    |

В скобках — места в общей классификации розыгрыша Евролиги-2024.

#### Призёры
Португалия: Аманда де Оливейра Кавалканти, Ракел Силва, Мариса Пардал, Матильде Каладу Родригеш, Мариана Гарсеш, Жуана Гарсеш, Ана Монтейру, Алисе Клементе, Катя Элена де Оливейра Диаш, Ана Диаш Фигейраш, Маргарида Браш Мая, Мария Рейш Лопеш, Юлия Коваленко, Раиса Кассама. Тренер — Уго Тейшейра Силва.
  Финляндия: Нетта Рекола, Эмми Ялонен, Кайса Аланко, Ада Аронен, Лаура Пенттиля, Эмилия Кяянтя, Даниэла Охман, Нетта Лааксонен, Саана Линдгрен, Тайя Тикка, Роса-Ясмин Бьяррегорд-Мадсен, Беттина Юли-Сиссала, Неэа-Мария Йоки, Хейни Ахтола. Тренер — Николас Бузер.
  Венгрия: Фружина Тот, Цецилия Ямбор, Ализ Кумп, Зора Глембоцки, Сара Тот, Мелани Амброзио, Луца Раднаи, Река Седмак, Анетт Немет, Грета Кишш, Бригитта Петренко, Миртилл Эрёшш, Петра Кертес, Александра Ласлоп. Тренер — Алессандро Кьяппини.